# Rückfragetaste

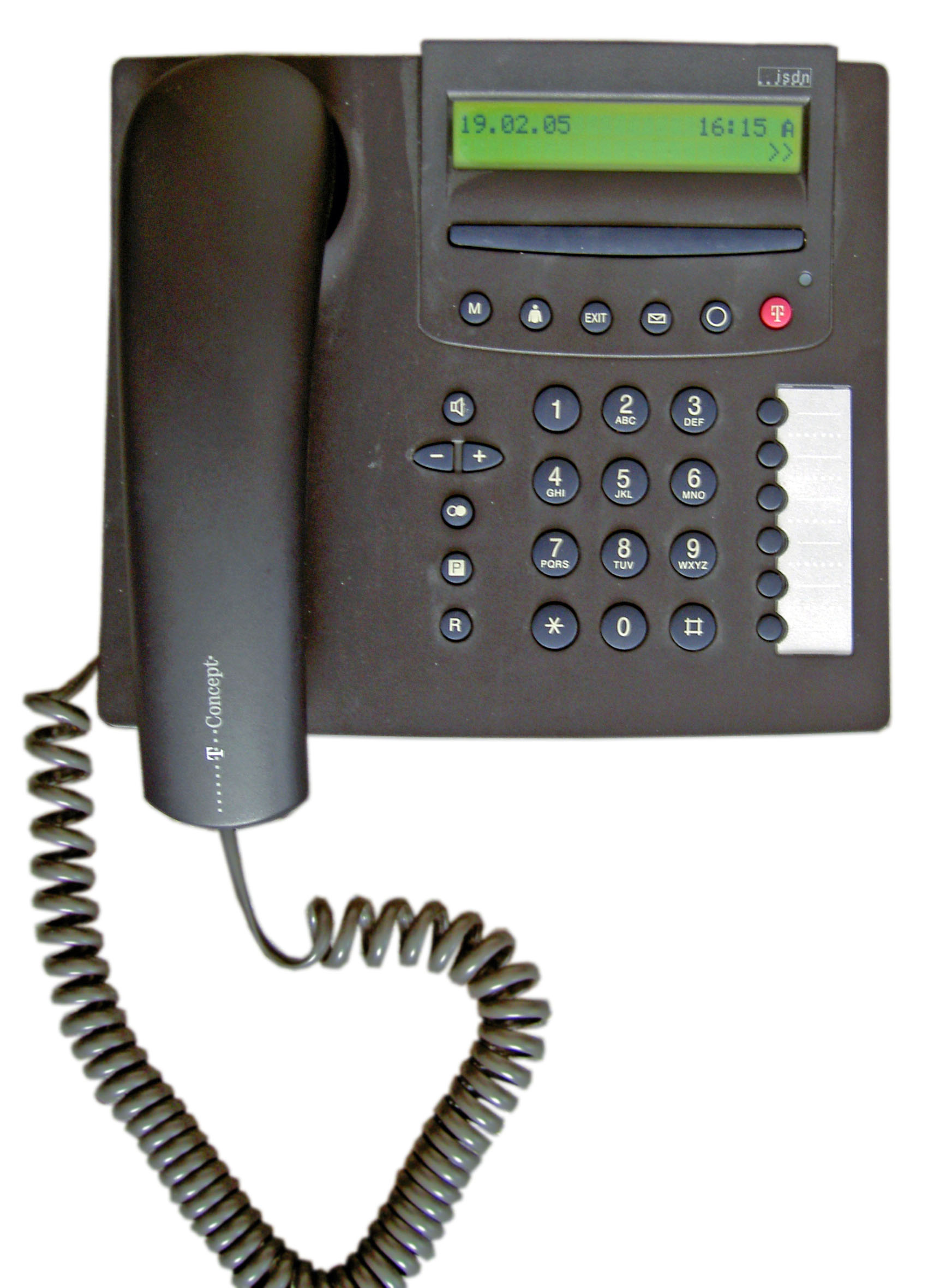
ISDN-Telefon mit R-Taste (unterste Tastenreihe ganz links)

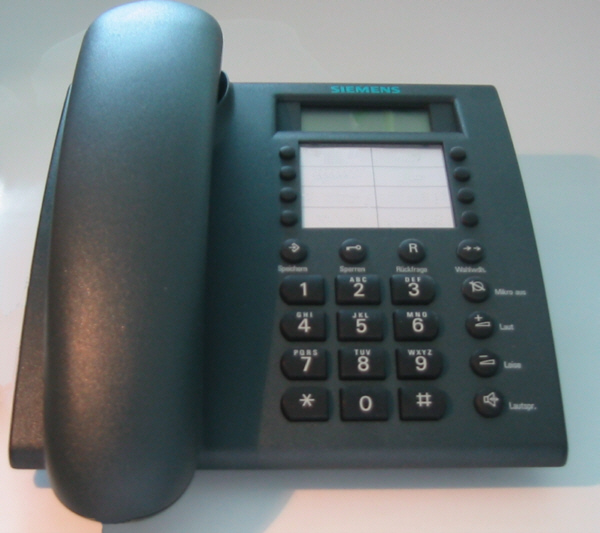
Analoges Telefon mit R-Taste (über der Taste mit der Ziffer 3)

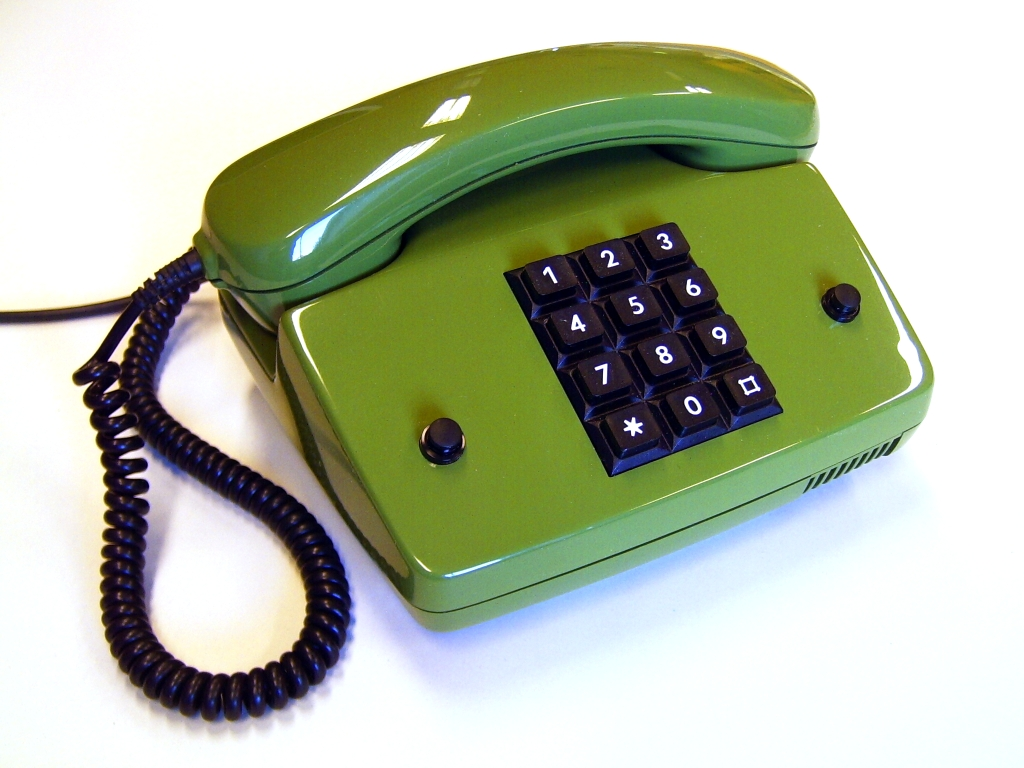
FeTAp 756 mit Datentaste (links) und Erdtaste (rechts)

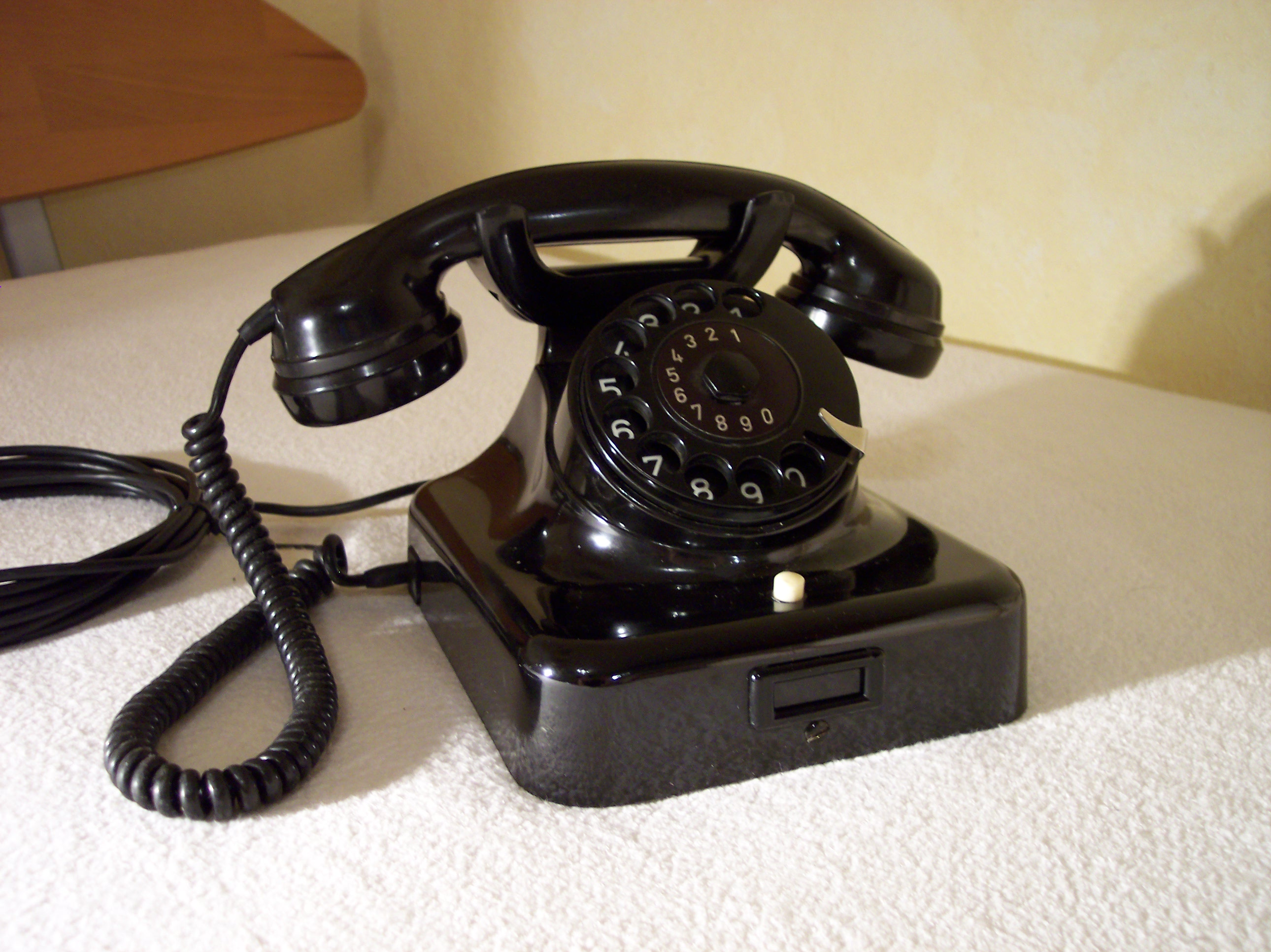
W-49-Telefon mit Erdtaste (vorn; weiß), bei diesem Gerät konnte man die Erdtaste zu einer Flackertaste machen

Die Rückfragetaste, häufig auch R-Taste, dient in der Telefonie dazu, an private oder öffentliche Telekommunikationsnetze Kommandos zu signalisieren, die über die Übermittlung der anzurufenden Rufnummer hinausgehen. Das kann z. B. eine Weitervermittlung eines Gesprächs an einen anderen Teilnehmer sein.
Dabei sind je nach Art des Telefonanschlusses unterschiedliche Signalisierungsweisen zu unterscheiden.

## Funktion am ISDN-Anschluss
Die R-Taste eines Telefons an einem ISDN-Anschluss oder an einem S0-Bus löst das Senden einer digitalen Steuernachricht aus. Dabei wird im D-Kanal die Nachricht „HOLD“ zur Vermittlungseinrichtung (Vermittlungsstelle oder Telefonanlage) gesendet. HOLD bewirkt, dass der andere Gesprächsteilnehmer in den Wartezustand gebracht wird.

## Funktion bei IP-Telefonie
Bei einem Telefon mit IP-Telefonie löst die R-Taste das Senden einer digitalen Steuernachricht aus. Dabei wird über das Signalisierungsprotokoll eine Nachricht gesendet, die den anderen Gesprächsteilnehmer in den Wartezustand bringt. Bei dem häufig verwendeten Signalisierungsprotokoll SIP wird dazu der Befehl „Call Hold“ gesendet.

## Funktion bei analogen Telefonschnittstellen

### Flash-Taste
Die R-Taste bewirkt eine Unterbrechung der Leitungsverbindung für 70–90 ms

Diese Funktion wird häufig bei analogen Endgeräteschnittstellen von Telefonanlagen verwendet, die zweiadrige Verkabelung und MFV-Kommandos unterstützen. Damit die Telefonanlage erkennen kann, dass es sich bei den gesendeten MFV-Tönen um Kommandos an die Telefonanlage und nicht etwa um MFV-Kommandos z. B. zur Steuerung einer Dreierkonferenz in der öffentlichen Vermittlungsstelle oder zur Steuerung eines Anrufbeantworters an der Gegenstelle handelt, wird die Leitungsverbindung für 70–90 ms unterbrochen und die Telefonanlage wechselt in den Kommandomodus. Diese Funktion wird als Flash-Funktion bezeichnet.

### Hook-Flash
Die R-Taste bewirkt eine Unterbrechung der Leitungsverbindung für 170–310 ms

Mit dieser Funktion signalisieren analoge Telekommunikationsendgeräte der Vermittlungsstelle, dass es sich bei den folgenden MFV-Tönen um Kommandos an die Vermittlungsstelle handelt (z. B. zur Steuerung von Dienstmerkmalen wie Dreierkonferenz und Makeln). Diese Funktion wird als Hook-Flash-Funktion bezeichnet, da sie auch durch ein kurzes Auflegen des Hörers bzw. kurzes Betätigen des Gabelumschalters (Gabelschlag) erzielt werden kann (engl. Hook = Haken, Aufhänger). Bei sehr alten Telefonen mit Taste konnte durch Auftrennung der Brücke 2’-W2 eine sog. Flackertaste realisiert werden. Die Verbindung wurde dabei für die Dauer des Tastendrucks unterbrochen.

### Erdtaste
Die R-Taste (in den 1980er Jahren häufig auch mit E (Erdtaste) beschriftet) stellt eine elektrische Verbindung mit einer dritten Leitung, der Fernmeldebetriebserde, her.

Diese Signalisierung ist heute veraltet und funktionierte in den früher üblichen Nebenstellennetzen mit zusätzlichem Erdanschluss an der Telefondose. Die Erdtaste des Telefonapparates schaltete zumeist das Erdpotential auf die a-Ader der Anschlussleitung. Der Schutzleiter einer Netzsteckdose durfte dafür nicht verwendet werden. Bei Bedarf konnten fremde Hilfserder, z. B. Wasser- oder Heizungsrohre, verwendet werden. Die Erdtastenfunktion war in Telefonanlagen gebräuchlich, die mit dem Impulswahlverfahren arbeiten. Bei Anlagen, die das Mehrfrequenzwahlverfahren verwenden war sie zunächst auch üblich, Flash war in Deutschland lange nahezu unbekannt; erst Anfang der 1990er Jahre setzte sich Flash durch. Heutige Telefone verfügen meist nicht mehr über eine Erdtaste.